# 卓羅 (清朝)
卓羅（穆麟德轉寫：jolo，？—1668年），佟佳氏，滿洲正白旗人，清朝政治人物、清朝禮部尚書及吏部尚書。三等副將巴篤理之子，承襲父職為三等副將，兼任牛彔額真。
崇德三年（1638年），跟從皇太極討伐明朝，侵襲明都，明朝太監楊永盛出戰，卓羅以三百人擊敗他，遂進軍入侵山東。崇德四年（1639年），卓羅圍攻錦州，入其外城，虜獲守備一人。崇德六年（1641年），再圍攻錦州，擊敗明朝總督洪承疇 。崇德八年（1643年），授職刑部參政。
順治元年（1644年），跟從清軍入關，大破李自成，進世職為一等梅勒章京，擢升為正白旗梅勒額真。順治三年（1646年），跟從大將軍順承郡王勒克德渾南下湖廣，擊敗李自成黨羽一隻虎於荊州。班師還朝，賜予黃金十兩、白金三百兩。當時南明桂王朱由榔駐守武岡，其將領王進才等分兵守長沙、衡州、寶慶。大將軍恭順王孔有德等正在收下湖南諸郡縣，下命卓羅及梅勒額真藍拜率師幫助孔有德。順治四年（1647年），自岳州進軍長沙，王進才棄城出走，卓羅等追擊打敗他。遂與智順王尚可喜一同擊敗明朝總兵徐松節，率領舟師退還長沙。派遣甲喇額真張國柱、札蘇藍等以偏師擊敗明朝總兵楊國棟於天心湖。卓羅會同孔有德南下祁陽，打道熊羆嶺，攻克其城。進攻武岡，擊敗明朝將領劉承胤於夕陽橋，劉承胤遂投降。南明桂王出走桂林，遂取武岡。順治五年（1648年），班師還朝，上賚如自荊州還時。累功擢升為吏部尚書，兼鑲白旗滿洲固山額真，進一等精奇尼哈番兼拖沙喇哈番。順治九年（1652年）十一月，授職靖南將軍，南下廣東。旋以廣東立即平定而作罷。
順治十二年（1655年）八月，命令與固山額真阿爾津統領大軍屯兵荊州，當時張獻忠將領孫可望、李定國、白文選等投降於南明，屯兵辰州。順治十三年（1656年）八月，卓羅與阿爾津取道澧州、常德，南下辰州，孫可望焚舟夜遁，卓羅與梅勒額真泰什哈、巴牙喇纛章京費雅思哈等率兵渡江攻打孫可望，遂攻克辰州。順治十四年（1657年），孫可望到長沙投降，李定國、白文選等跟從南明桂王走入雲南。
順治十五年（1658年），謀劃攻取雲南，吳三桂自四川，征南將軍卓布泰自廣西，卓羅跟從信郡王多尼自湖南，三道并進。順治十六年（1659年）正月，合攻雲南，攻克，屢次打敗白文選、李定國的兵隊，收取永昌、騰越，追擊至南甸。朝廷下命卓羅鎮守雲南，賜予蟒服、鞍馬。南明桂王奔入緬甸，李定國屯兵孟艮，以印劄招元江土司那嵩。十月，卓羅與噶布什賢噶喇昂邦[白爾赫圖]等共同攻擊，攻克其城，那嵩自焚而死。順治十八年（1661年），定西將軍愛星阿與吳三桂統領大軍攻入緬甸，卓羅仍鎮守雲南。緬甸執下南明桂王到軍中，雲南遂平定。康熙元年（1662年），召回卓羅振旅還京，進爵位為二等伯。康熙七年（1668年），卓羅逝世，諡號為“忠襄”。乾隆年間，定卓羅封號為“昭毅”。

## 附註
1. ↑  《清史稿》卷二百三十六 列傳二十三：“卓羅 ，滿洲正白旗人”
2. ↑  《清史稿》卷二百三十六 列傳二十三：“巴篤理子也。卓羅襲三等副將，兼任牛彔額真。”
3. ↑  《清史稿》卷二百三十六 列傳二十三：“崇德三年，從伐明，薄明都，明太監楊永盛出戰， 卓羅以三百人擊敗之，遂進略山東。四年，圍錦州，入其郛，獲守備一。六年，復圍錦州，擊敗明總督洪承疇。八年，授刑部參政。”
4. ↑  《清史稿》卷二百三十六 列傳二十三：“順治初，從入關，破李自成 ，進世職一等梅勒章京，擢正白旗梅勒額真。三年，從大將軍順承郡王勒克德渾下湖廣，敗自成黨一隻虎於荊州。師還，賚黃金十兩、白金三百兩。是時明桂王由榔駐武岡，其將王進才等分守長沙、衡州、寶慶。大將軍恭順王孔有德等收湖南諸郡縣，命卓羅及梅勒額真藍拜率師益有德。四年，自岳州趨長沙，進才棄城走，卓羅等追擊敗之。遂與智順王尚可喜共擊敗明總兵徐松節，率舟師還長沙。遣甲喇額真張國柱、札蘇藍等以偏師擊敗明總兵楊國棟於天心湖。卓羅會有德下祁陽，道熊羆嶺，克其城。進攻武岡，擊敗明將劉承胤於夕陽橋，承胤降。明桂王走桂林，遂取武岡。五年，師還，上賚如自荊州還時。累擢吏部尚書，兼鑲白旗滿洲固山額真，進一等精奇尼哈番兼拖沙喇哈番。九年十一月，授靖南將軍，下廣東。旋以廣東垂定，罷。”
5. ↑  《清史稿》卷二百三十六 列傳二十三：“十二年八月，命與固山額真阿爾津帥師屯荊州，時張獻忠將孫可望、李定國、白文選等降於明，屯辰州。十三年八月，卓羅與阿爾津道澧州、常德，下辰州，可望焚舟夜遁，卓羅與梅勒額真泰什哈、巴牙喇纛章京費雅思哈等率兵渡江攻之，遂克辰州。十四年，可望詣長沙降，定國、文選等從明桂王入雲南。”
6. ↑  《清史稿》卷二百三十六 列傳二十三：“十五年，規取雲南，吳三桂自四川，征南將軍卓布泰自廣西，卓羅從信郡王多尼自湖南，三道并進。十六年正月，合攻雲南，克之，屢敗文選、定國兵，收永昌、騰越，追擊至南甸。命卓羅守雲南，賜予蟒服、鞍馬。明桂王奔緬甸，定國屯孟艮，以印劄招元江土司那嵩。十月，卓羅與噶布什賢噶喇昂邦白爾赫圖等共擊之，克其城，那嵩自焚死。十八年，定西將軍愛星阿與三桂帥師入緬甸，卓羅仍守雲南。緬甸執明桂王詣軍，雲南平。康熙元年，召卓羅振旅還京，進二等伯。七年，卒，諡忠襄。乾隆間，定封號曰昭毅。

| 官衔          | 官衔                                                                                            | 官衔            |
| ------------- | ----------------------------------------------------------------------------------------------- | --------------- |
| 前任： 郎球   | 清朝禮部滿尚書 順治六年九月戊辰 - 順治七年三月癸酉 1649年10月17日 - 1650年4月20日               | 繼任： 阿哈尼堪 |
| 前任： 朱瑪喇 | 清朝吏部滿尚書 順治八年九月丙戌 - 順治九年 1651年10月25日 - 1652年                              | 繼任： 韓岱     |
| 前任： 韓岱   | 清朝吏部滿尚書（署理） 順治十一年十月乙丑 - 順治十一年十一月丁亥 1654年11月17日 - 1654年12月9日 | 繼任： 陳泰     |